# Qatar Open 2025
Il Qatar Open 2025, conosciuto anche come Qatar ExxonMobil Open 2025 per ragioni di sponsorizzazione, è stato un torneo di tennis giocato sul cemento. È stata la 33ª edizione del torneo facente parte dell'ATP Tour 500 nell'ambito dell'ATP Tour 2025. Si è giocato al Khalifa International Tennis and Squash Complex di Doha, in Qatar, dal 17 al 22 febbraio 2025. Fino alla stagione precedente l'evento faceva parte dell'ATP Tour 250.

## Partecipanti al singolare

### Teste di serie
| Nazionalità | Giocatore          | Ranking* | Testa di serie |
| ----------- | ------------------ | -------- | -------------- |
| Spagna      | Carlos Alcaraz     | 3        | 1              |
| Australia   | Alex de Minaur     | 6        | 2              |
| Serbia      | Novak Đoković      | 7        | 3              |
|             | Daniil Medvedev    | 8        | 4              |
|             | Andrej Rublëv      | 10       | 5              |
| Grecia      | Stefanos Tsitsipas | 11       | 6              |
| Bulgaria    | Grigor Dimitrov    | 13       | 7              |
| Regno Unito | Jack Draper        | 15       | 8              |

* Ranking al 10 febbraio 2025.

#### Altri partecipanti
I seguenti giocatori hanno ricevuto una wildcard per il tabellone principale:
- Aziz Dougaz
- Hady Habib
- Abdullah Shelbayh

Il seguente giocatore è entrato in tabellone come Protected Ranking:
- Marin Čilić

Il seguente giocatore è entrato in tabellone come Special Exempt:
- Hamad Međedović

I seguenti giocatori sono entrati nel tabellone principale passando dalle qualificazioni:

- Quentin Halys
- Luca Nardi
- Christopher O'Connell
- Botic van de Zandschulp

Il seguente giocatore è entrato in tabellone come lucky loser:
- Otto Virtanen

#### Ritiri
Prima del torneo
- Arthur Fils → sostituito da  Zhang Zhizhen
- Ugo Humbert → sostituito da  Otto Virtanen
- Gaël Monfils → sostituito da  Fábián Marozsán
- Jannik Sinner[2] → sostituito da  Roman Safiullin
- Jordan Thompson → sostituito da  Roberto Bautista Agut

## Partecipanti al doppio

### Teste di serie
| Nazione     | Giocatore        | Nazione     | Giocatore        | Ranking* | Testa di serie |
| ----------- | ---------------- | ----------- | ---------------- | -------- | -------------- |
| El Salvador | Marcelo Arévalo  | Croazia     | Mate Pavić       | 2        | 1              |
| Finlandia   | Harri Heliövaara | Regno Unito | Henry Patten     | 7        | 2              |
| Germania    | Kevin Krawietz   | Germania    | Tim Pütz         | 13       | 3              |
| Italia      | Simone Bolelli   | Italia      | Andrea Vavassori | 13       | 4              |

* Ranking al 10 febbraio 2025.

### Altri partecipanti
Le seguenti coppie di giocatori hanno ricevuto una wildcard per il tabellone principale:
- Daniel Mérida /  Mubarak Shannan Zayid
- Novak Đoković /  Fernando Verdasco

La seguente coppia è entrata nel tabellone principale passando dalle qualificazioni:
- Petr Nouza /  Patrik Rikl

### Ritiri
Prima del torneo
- Nathaniel Lammons /  Jackson Withrow → sostituiti da  Yuki Bhambri /  Ivan Dodig
- Adam Pavlásek /  Jordan Thompson → sostituiti da  Tallon Griekspoor /  Adam Pavlásek

## Punti
| Evento    | V   | F   | SF  | QF  | 2T   | 1T | Q  | Q2 | Q1   |
| Singolare | 500 | 330 | 200 | 100 | 50   | 0  | 25 | 13 | 0    |
| Doppio    | 500 | 300 | 180 | 90  | N.D. | 0  | 45 | 25 | N.D. |

## Montepremi
| Evento    | V        | F        | SF       | QF      | 2T      | 1T      | Q2      | Q1     |
| Singolare | 516165 $ | 277715 $ | 148005 $ | 75615 $ | 40365 $ | 21525 $ | 11030 $ | 6190 $ |
| Doppio*   | 169540 $ | 90410 $  | 45750 $  | 22880 $ | N.D.    | 11840 $ | N.D.    | N.D.   |

*per team

## Campioni

### Singolare
Andrej Rublëv ha sconfitto in finale  Jack Draper con il punteggio di 7–5, 5–7, 6–1.
- È il diciassettesimo titolo in carriera per Rublëv, il primo in stagione.

### Doppio
Julian Cash /  Lloyd Glasspool hanno sconfitto in finale  Joe Salisbury /  Neal Skupski con il punteggio di 6–3, 6–2.